# Eucera vachali
Eucera vachali är en biart som beskrevs av Pérez 1895. Eucera vachali ingår i släktet långhornsbin, och familjen långtungebin. Inga underarter finns listade i Catalogue of Life.